# Moforsens kraftverk
Moforsens kraftverk är beläget i Resele, Sollefteå kommun. Kraftverket uppfördes under 1960-talet för Krångede AB och var deras sista kraftverk, det blev även ett av de sista i Ångermanälven. Kraftverket är ett av de större ovanjordskraftverken i Sverige (bara Porsi och Laxede är större). Då Krångede AB upplöstes tillföll Moforsen tillsammans med kraftverken Ramsele och Storfinnforsen Sydkraft och deras dotterbolag BÅKAB. I och med att kraftverket byggts ovan jord ter det sig närmast monumentalt med sin höga damm och sin kopparinklädda maskinsal.
Kraftverket fjärrstyrs numera ifrån E.ON:s central i Sundsvall, tidigare styrdes det ifrån Vattenfalls central i Näsåker.